# Eusebio Di Francesco
Eusebio Di Francesco (* 8. September 1969 in Pescara) ist ein ehemaliger italienischer Fußballspieler und heutiger -trainer.
Während seiner Spielerkarriere war er für diverse italienische Vereine aktiv und absolvierte zudem zwölf Partien für die italienische Fußballnationalmannschaft.

## Spielerkarriere

### Verein
Eusebio Di Francesco begann seine Karriere im Jahr 1985 beim FC Empoli, mit dem er in seiner ersten Spielzeit den Aufstieg in die Serie A schaffte. Auch in den folgenden zwei Spielzeiten stand er im Kader des toskanischen Vereins, absolvierte jedoch nur eine Partie in der höchsten Spielklasse und stieg mit Empoli wieder in die Serie B ab. Sein Debüt in der höchsten Liga gab er am 31. Januar 1988 im Auswärtsspiel bei Juventus Turin, das mit 4:0 verloren wurde. Nachdem er in der Saison 1988/89 in 34 Partien für den Verein aufgelaufen war, konnte erneut nicht der Klassenerhalt gesichert werden und der Mittelfeldakteur trat danach zwei Jahre in der drittklassigen Serie C1 an. Di Francesco bestritt 67 Ligaspiele in der Serie C1, erzielte dabei drei Treffer für Empoli und erhielt den ersten Platzverweis seiner Karriere.
Im Sommer 1991 wechselte er zum Zweitligisten AS Lucchese Libertas, bei dem vier Jahre in der Serie B als Stammspieler auflief und zum festen Bestandteil des Teams wurde. 1995 unterzeichnete er einen Vertrag bei Piacenza Calcio. Auch dort zählte er stets zum Stammpersonal, stieg jedoch nach der Saison 1996/97 mit der Mannschaft aus der höchsten Spielklasse ab. Der Mittelfeldspieler verließ danach den Verein und schloss sich dem AS Rom an. In seiner ersten Saison mit den Hauptstädtern gelang eine Platzierung auf dem vierten Endrang und die Qualifikation für den UEFA-Pokal. Auch in den folgenden zwei Jahren qualifizierte sich Di Francesco mit den Hauptstädtern für den UEFA-Pokal.
In der Saison 1998/99 erzielte er acht Ligatore für den AS Rom und stellte damit seinen besten Karrierewert auf. Sein größter Erfolge während seiner Vereinskarriere gelang ihm jedoch in der Spielzeit 2000/01, als er mit dem AS Rom den Scudetto erringen konnte. Ein Jahr später gaben ihn diese an den Ligakonkurrenten Piacenza Calcio ab. Bei den folgenden Stationen AC Ancona und Perugia Calcio ließ er seine Karriere ausklingen.

### Nationalmannschaft
Der Mittelfeldakteur wurde von Nationaltrainer Cesare Maldini im Oktober 1997 erstmals in den Kader der italienischen Nationalmannschaft berufen, debütierte jedoch erst ein Jahr später unter dessen Nachfolger Dino Zoff in der Nationalmannschaft. Dabei gab er am 5. September 1998 in der Partie gegen Wales sein Debüt, die Italiener gewannen das Spiel mit 2:0. Insgesamt absolvierte er zwölf Partien für Italien, sein letzter Einsatz am 26. April 2000 gegen Portugal endete mit einem 2:0-Sieg für Italien.

## Trainerkarriere
Als erste Station seiner Trainerlaufbahn übernahm Di Francesco im Sommer 2008 den Drittligisten SS Virtus Lanciano. Im Januar 2009 wurde er bei Lanciano entlassen und durch Dino Pagliari ersetzt. Im September 2009 ernannte ihn Pescara Calcio zum neuen technischen Direktor. Nach der Entlassung des Cheftrainers Antonello Cuccureddu am 12. Januar 2010 übernahm er schließlich den Trainerposten bei den Biancoazzurri. Di Francescos Engagement in Lecce war jedoch nur von kurzer Dauer, er wurde noch im selben Jahr aufgrund schlechter Leistungen seiner Mannschaft entlassen und durch Serse Cosmi ersetzt.
Nach einem guten halben Jahr ohne Anstellung wurde Eusebio Di Francesco zur Saison 2012/13 neuer Trainer des Serie-B-Vereins US Sassuolo Calcio, mit dem er zum Saisonende den erstmaligen Aufstieg in die Serie A erreichte. Nachdem der Verein in der darauffolgenden Saison auf einen Abstiegsplatz gerutscht war, wurde Di Francesco Ende Januar 2014 entlassen und durch Alberto Malesani ersetzt, aber nach nur 35 Tagen wieder eingestellt und erzielte am Ende der Serie A 2013/14 den Klassenerhalt. In den folgenden drei Jahren schaffte es Di Francesco, die US Sassuolo Calcio in der höchsten italienischen Spielklasse zu etablieren und sogar einmal in die UEFA Europa League zu führen. In der Austragung 2016/17 scheiterte man jedoch bereits in der Gruppenphase als Letzter hinter KRC Genk, Athletic Bilbao und Rapid Wien. 
Im Juni 2017 wurde er in Nachfolge von Luciano Spalletti neuer Trainer der AS Rom. Ohne Titelgewinn wurde Di Francesco im März 2019 als Cheftrainer der Roma entlassen. Vorangegangen waren unter anderem eine 0:3-Niederlage im Derby gegen Lazio sowie das Aus im Achtelfinale in der Champions League gegen den FC Porto.
Im Juni 2019 wurde Di Francesco Cheftrainer des italienischen Erstligisten Sampdoria Genua. Im Oktober 2019 wurde er nach sechs Niederlagen in den ersten sieben Spielen der Saison 2019/20 bei Sampdoria entlassen.
Anfang August 2020 unterschrieb Di Francesco bei Cagliari Calcio einen Vertrag bis Juni 2022. Im Februar 2021 wurde er von seinen Aufgaben entbunden.
Zur Saison 2023/24 wurde er Trainer von Frosinone Calcio. Nach einem Jahr wurde er Cheftrainer des FC Venedig und wiederum ein Jahr später bei der US Lecce.

## Privates
Sein Sohn Federico ist ebenfalls ein professioneller Fußballspieler.